# Hartmann Heilmann
Hartmann Heilmann (* 19. Mai 1974 in Upernavik als Aqqaluk Karl-Peter Julius Edvard Heilmann) ist ein grönländischer Politiker (Naleraq).

## Leben
Hartmann Heilmann arbeitete bereits als Fischer, Gesundheitshelfer, Feuerwehrmann, Taxifahrer, Telefonist, Schiffsnavigator und Musiker. Mit seiner Ehefrau Sara hat er drei Kinder.
Er stellte sich für die Kommunalwahl 2017 und wurde für die Atassut in den Rat der Avannaata Kommunia gewählt. Er kandidierte auch bei der Parlamentswahl 2018 und konnte den zweiten Nachrückerplatz der Atassut erreichen. Als nach dem Ausscheiden der Partii Naleraq aus der Koalition die Atassut einen zweiten Ministerposten erhielt und beide von den beiden Parlamentsmitgliedern Siverth K. Heilmann und Aqqalu Jerimiassen besetzt wurden, kam Aqqaluk Heilmann im Oktober 2018 ins Inatsisartut. Als die Atassut die Koalition im April 2019 verließ, schied Aqqaluk Heilmann wieder aus dem Parlament aus.
Am 9. Januar 2020 verließ er als Reaktion auf den Kurswechsel der Partei unter Aqqalu Jerimiassen die Partei, da er mit der neuen Antiunabhängigkeitspolitik nicht einverstanden war, und schloss sich der Partii Naleraq an. Für diese erreichte er bei der Parlamentswahl 2021 den dritten Nachrückerplatz und bei der Kommunalwahl in der Avannaata Kommunia den ersten Nachrückerplatz. Um 2023 änderte er seinen Namen in Hartmann Heilmann. Bei der Parlamentswahl 2025 erreichte er nur den sechsten Nachrückerplatz seiner Partei. Zudem erreichte er bei der Kommunalwahl 2025 den vierten Nachrückerplatz seiner Partei in der Avannaata Kommunia.